# Droga krajowa nr 110 (Kostaryka)
Droga krajowa nr 110 (hiszp. Ruta Nacional Secundaria 110/Ruta 110) – jedna z dróg krajowych w Kostaryce. Znajduje się ona w prowincji San José.

## Opis
W prowincji San José droga krajowa nr 109 przebiega przez kanton San José (przez dystrykt Hospital i Hatillo) i kanton Alajuelita (dystrykt Alajuelita).